# Hnojení
Hnojení (fertilizace) půdy je zemědělská operace, při které dochází k rozšíření hnojiv po zemědělském pozemku (pole, louka), nebo jejich zapravení do půdy. Jinými slovy jedná se o návrat živin do půdy, které se extenzivním zemědělstvím v minulosti nenavracely vůbec nebo v minimální míře. Hnojí se před zasetím, či výsadbou a dále též na vzrostlý porost jako tzv. „přihnojování“. Základní chemické prvky hnojiv jsou: Dusík [N], Fosfor [P], Draslík [K] a jiné. Dusík napomáhá růstu zelené hmoty. Fosfor podporuje kořenový systém, tvorbu květů a celkové zdraví rostliny. Draslík je důležitý pro kvetení, zrání plodů a odolnosti rostlin proti škůdcům.
Hnojením se upravují následující vlastnosti půdy:
- Půdní úrodnost, Fyzikální, Chemické a Biologické

## Hnojiva lze rozlišovat:
- Podle skupenství
  - Kapalná
  - Tuhá
- Podle původu
  - Organická (statková)
  - Minerální (průmyslová)
    - Jednosložková (N, P, K)
    - Více složková (NPK) [1]

## Průmyslová hnojiva - minerální
Dávkování: 100 až 1200 kg·ha−1
Průmyslová hnojiva dělíme na tuhá a kapalná. 
Mezi tuhá jednosložková hnojiva řadíme: močovinu, superfosfát, draselnou sůl a jiné. Mezi tuhá více složková hnojiva patří: Amofos NP 12-52, Lovofert NP 20-20 a Lovofert NPK 15-15-15 a jiné.
Kapalná minerální hnojiva se vyznačují tím, že minerální látky se rozpouští v roztoku nebo v emulzi. Do jednosložkových hnojiv patří: DAM 390 nebo čpavek a jiné. Do vícesložkových patří soli: PK, NP, MgN a jiné. 

## Organická hnojiva
Dávkování: 1 až 40 tun hnoje na ha!
Organická hnojiva dělíme na tuhá a kapalná. 
Mezi tuhá organická hnojiva lze řadit: hnůj (fermentovaná směs tuhých výkalů a podestýlky), kompost (vyrobený ze směsi hnoje, zeminy a organických odpadů)
Do kapalných patří: Močůvka (zředěné a fermentované kapalné výkaly), Kejda (Fermentovaná směs tuhých a tekutých výkalů s obsahem technické vody) 

## Podle typu hnojiva se rozlišují jednotlivá zemědělská zařízení určená k hnojení:
- pro aplikaci tuhých organických hnojiv
- pro aplikaci kapalných organických hnojiv
- pro aplikaci tuhých průmyslových hnojiv
- pro aplikaci kapalných průmyslových hnojiv [1]

## Vlastnosti strojů pro statkové hnojení
Zařízení pro aplikaci tuhých organických hnojiv a jejich náležitosti:
- Traktorové přívěsy
  - Jedna/tandemová náprava
- Robustní svařovaný ocelový rám
- Korba s řetězovým podlahovým dopravníkem
- Rozmetací mechanismus

Zařízení pro aplikaci kapalných organických hnojiv a jejich náležitosti:
- Traktorové přívěsy
- /samojízdné stroje
- Nádrž na kapalinu (objem 2,5–15 m3 i více)
- Aplikační mechanismus
- Plnicí zařízení může být a nemusí[1]

## Vlastnosti strojů pro průmyslová hnojiva
Zařízení pro aplikaci tuhých průmyslových hnojiv a jejich náležitosti:
- Nesené/návěsné/samojízdné
- Zásobní skříň
- Dávkovací mechanismus
- Rozmetací mechanismus

Zařízení pro aplikaci kapalných průmyslových hnojiv a jejich náležitosti:
- Nesené/návěsné/samojízdné
- Zásobní nádrž
- Dávkovací mechanismus
- Rozmetací mechanismus [1]